# Новикова, Анастасия Александровна
Анастаси́я Алекса́ндровна Но́викова (бел. Настасся Аляксандраўна Новікава; род. 16 ноября 1981, Жодино, Минская область) — белорусская тяжелоатлетка, заслуженный мастер спорта Республики Беларусь (2008). Чемпионка мира в весовой категории до 58 кг (2011), трёхкратная чемпионка Европы.
Действующая рекордсменка Белоруссии в весовых категориях до 53 кг, до 58 кг и до 63 кг.
В 2016 году дисквалифицирована на 4 года за приём запрещённого препарата — метаболита дегидрохлорметилтестостерона.
Почётный гражданин города Жодино (2008). В 2012 году награждена орденом Почёта.